# Driscoll-Gletscher
Der Driscoll-Gletscher ist ein 21 km langer Gletscher im westantarktischen Ellsworthland. Er fließt in der Heritage Range des Ellsworthgebirges in südöstlicher Richtung zwischen den Collier Hills und den Buchanan Hills zum Union-Gletscher.
Der United States Geological Survey kartierte ihn anhand eigener Vermessungen und Luftaufnahmen der United States Navy aus den Jahren von 1961 bis 1966. Das Advisory Committee on Antarctic Names benannte ihn 1966 nach Jerome M. Driscoll, Verwaltungsoffizier bei der Flugstaffel VX-6 während der Operation Deep Freeze des Jahres 1965.